# Delphyre griseipuncta
Delphyre griseipuncta är en fjärilsart som beskrevs av Rothschild 1912. Delphyre griseipuncta ingår i släktet Delphyre och familjen björnspinnare. Inga underarter finns listade i Catalogue of Life.